# Elda Marazzi
Pour les articles homonymes, voir Marazzi.
Elda Marazzi, née le 27 février 1909 à Locarno (originaire de Riva San Vitale) et morte le 25 août 1982 dans la même ville, est une personnalité politique suisse, membre du Parti radical-démocratique.
Députée au Grand Conseil tessinois de 1971 à 1975, elle est l'une des onze premières femmes à siéger au parlement cantonal tessinois.

## Biographie

### Origines et famille
Elda Marazzi naît le 27 février 1909 à Locarno, dans le canton du Tessin. Elle a trois sœurs.   
Son père, Giuseppe Marazzi, originaire de Riva San Vitale dans le district de Mendrisio, est issu d'une vieille famille locarnaise ; sa mère, née Rosa Rossi, est originaire d'Arzo, dans le même district. 
Elle reste célibataire tout sa vie. 

### Études et parcours professionnel
Après l'école secondaire inférieure et le gymnase à Locarno, elle s'inscrit à l'école de commerce de Stans dans le canton de Nidwald. Elle fait ensuite un apprentissage à l'hôpital de Locarno, puis travaille pendant dix ans comme secrétaire du chirurgien-chef. 
Elle tient à partir de 1957 le restaurant locarnais Della Posta, hérité de sa tante, et y organise des activités culturelles. 

### Parcours politique
Elda Marazzi accomplit un important travail pour la reconnaissance des droits des femmes et milite dans différentes associations, présidant notamment de 1964 à 1974 l'Association tessinoise pour le suffrage féminin. 
Membre du Parti radical-démocratique, dont elle fait partie un temps de la direction cantonale, elle siège au Grand Conseil du canton du Tessin de 1971 à 1975. Elle est l'une des onze premières femmes qui y sont élues. Elle est également membre du Conseil communal (législatif) de Locarno de 1972 à 1979.
Elle s'est notamment intéressée au sujet des dépendances (tabac et drogue), aux questions féministes (droit à l'avortement, treizième salaire à garantir aux femmes), aux questions sociales (salaire minium, assistance aux enfants dans le besoin) et à la protection de l'environnement. 

### Autres activités
Elle est secrétaire de la Ligue tessinoise contre le cancer de 1937 à 1982. 
Elle joue dès ses débuts en 1974 un rôle actif dans l'Association des consommatrices de la Suisse italienne,.

### Mort
Elda Marazzi meurt le 25 août 1982 à Locarno, à l'âge de 73 ans.

## Hommage posthume
Un projet visant à renommer une rue de Locarno à son nom est en cours d'examen à la fin 2023.